# Kaczory (Wiśniew)
Pour les articles homonymes, voir Kaczory.
Kaczory (prononciation : [kaˈt͡ʂɔrɨ]) est un village polonais de la gmina de Wiśniew dans le powiat de Siedlce de la voïvodie de Mazovie dans le centre-est de la Pologne.
Il se situe à environ 3 kilomètres au sud de Wiśniew (siège de la gmina), 13 kilomètres au sud de Siedlce (siège du powiat) et à 90 kilomètres à l'est de Varsovie (capitale de la Pologne).
Le village comptait approximativement une population de 154 habitants en 2012.

## Histoire
De 1975 à 1998, le village appartenait administrativement à la voïvodie de Siedlce.

Depuis 1999, il appartient administrativement à la voïvodie de Mazovie